# Церква святих Пилипа та Якова (Сенкова)
Церква святих Пилипа та Якова — дерев'яна філіальна церква в Сенковому, присвячена святим Пилипу та Якову в готичному стилі дерев'яної сакральної конструкції, що перебуває разом з іншими дерев'яними церквами південної Малопольщі у Списку світової спадщини ЮНЕСКО. За свою історію та специфічний вигляд її часто називають Перлиною Низьких Бескидів.
Зведена на початку 16 століття (бл. 1520 р., найпізніше 1522 р.), є однією з найкрасивіших польських дерев'яних пам'яток, до 1914 р. вона вважалася найкрасивішою дерев'яною церквою в Малопольщі.

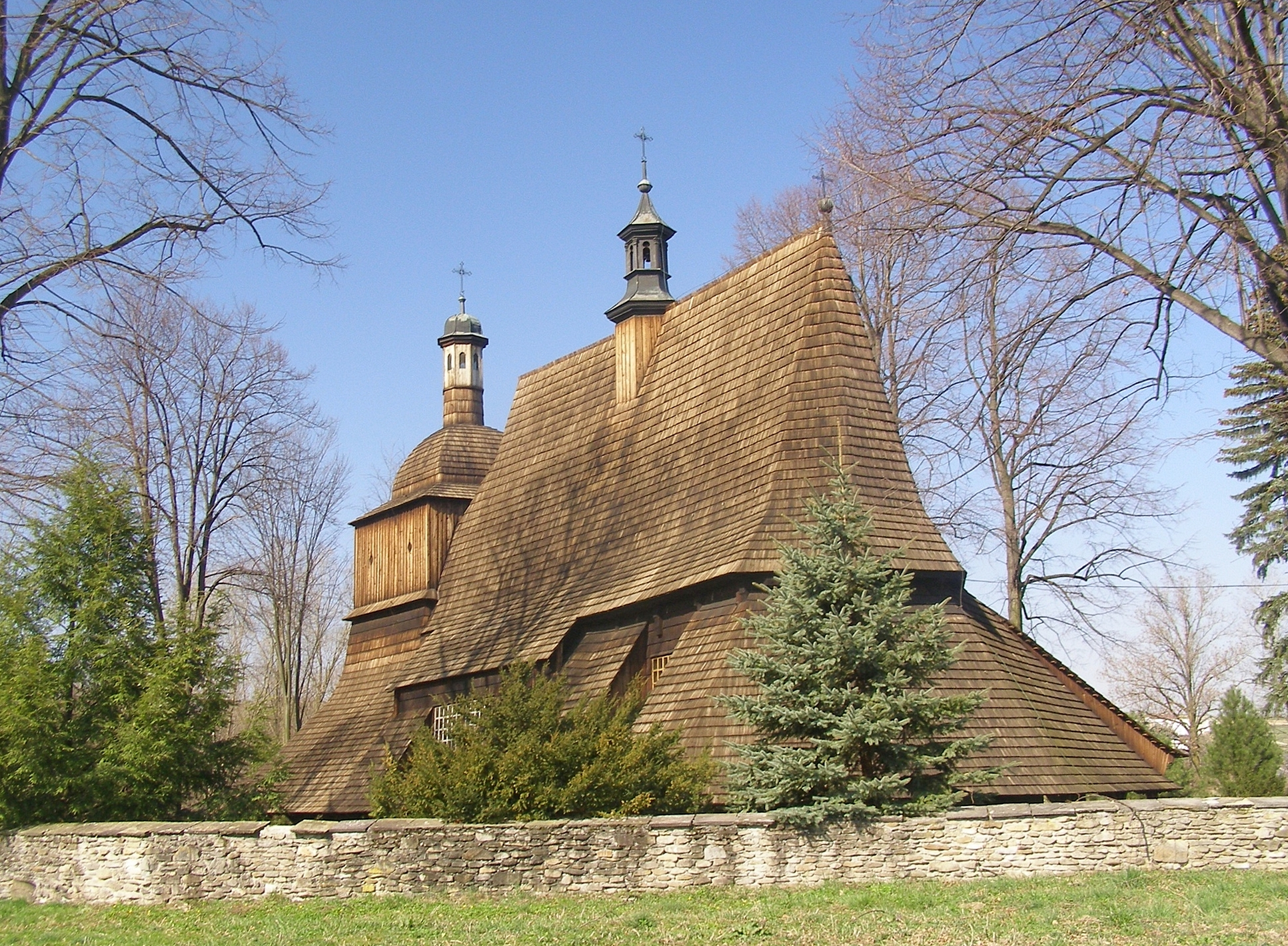
Вигляд з південно-східного боку
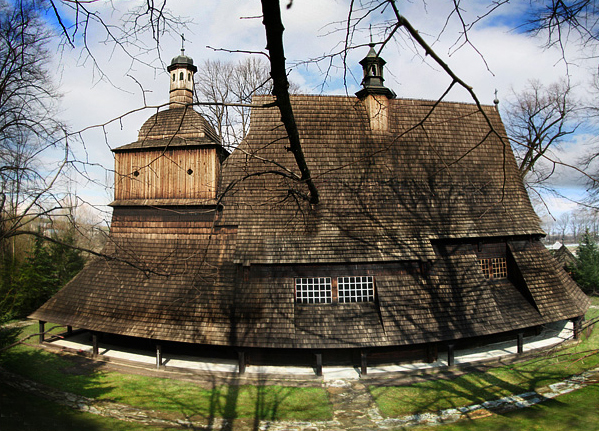
Південне підвищення
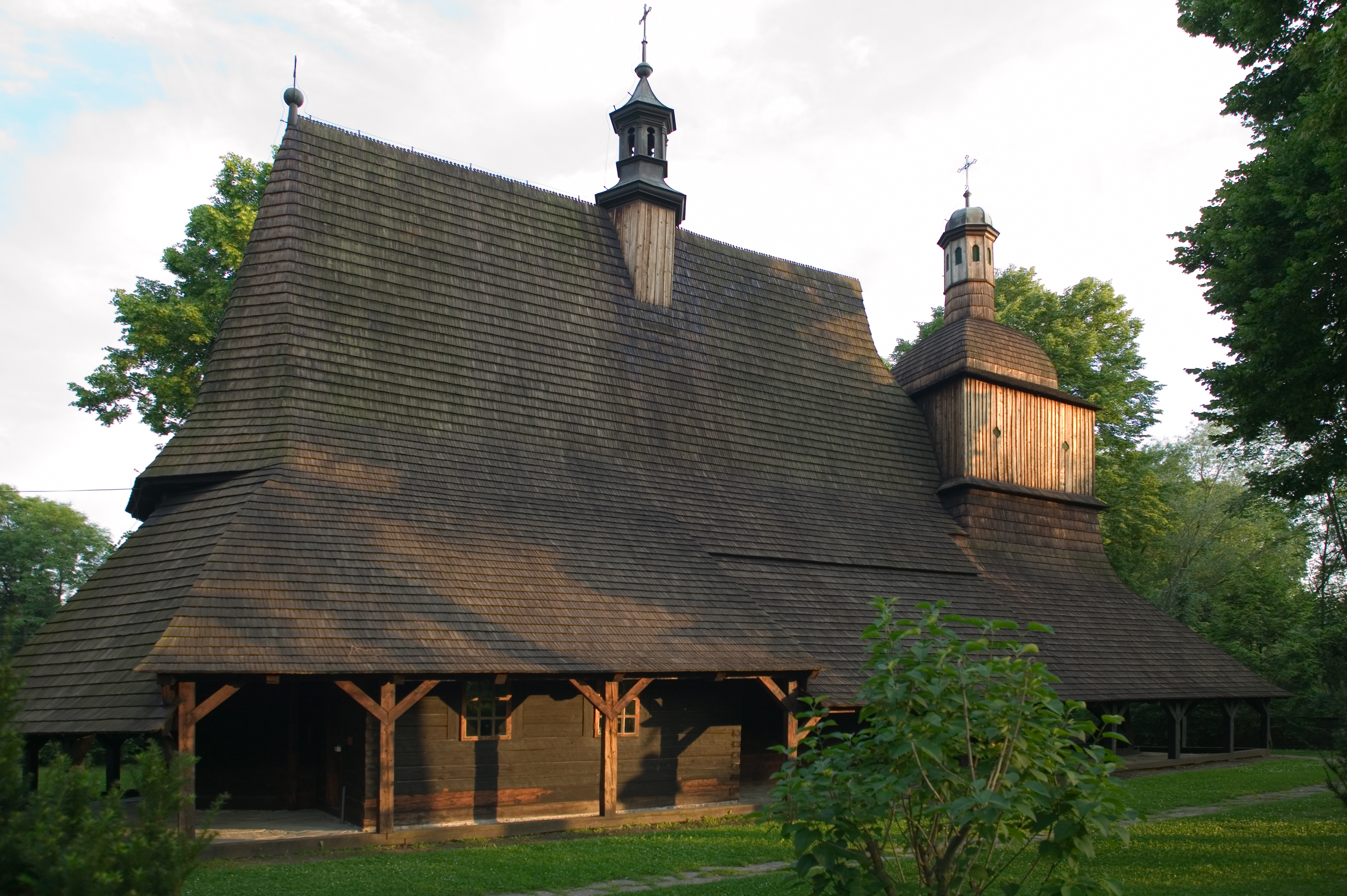
З півночі

Однонавна з тригранним пресбітерієм, зрубна, на фундаменті з бутового каменю. Стіни зроблені з ручної тесаної модрини і повністю вкриті ґонтом. Вужчий приділ і ширша нава вкриті спільним крутим однохребтовим дахом з орхідною фермою. У 17 ст. добудовано вежу посткаркасної конструкції з видимою дощатою ізбицею, перекритим куполоподібним шатром, відкриті на першому поверсі та широкі нартекси — відкриті, що спираються на стовпи, що надає храму індивідуального характеру, і багатокутну. сигнатурка з башточкою, з ліхтарем, перекрита пірамідальним, жерстяним куполом. Усе це було покрито високим дахом із м'яким покриттям. У 1819 р. ризницю та емпору перебудували, до 1888 р. вкрили поліхромією з неоготичними мотивами. Інтер'єр покритий плоскими стелями в наві з вигинами, прямокутним отвором у стіні приділу та балкою приділу з дерев'яним розп'яттям XVI ст. Наву з півдня та пресбітерій з півдня та півночі освітлюють подвійні вікна. Має три входи: до нави із заходу та півдня та із захристії. Портал із західного боку увінчаний аркою-трилисником в ожеподібній спинці.

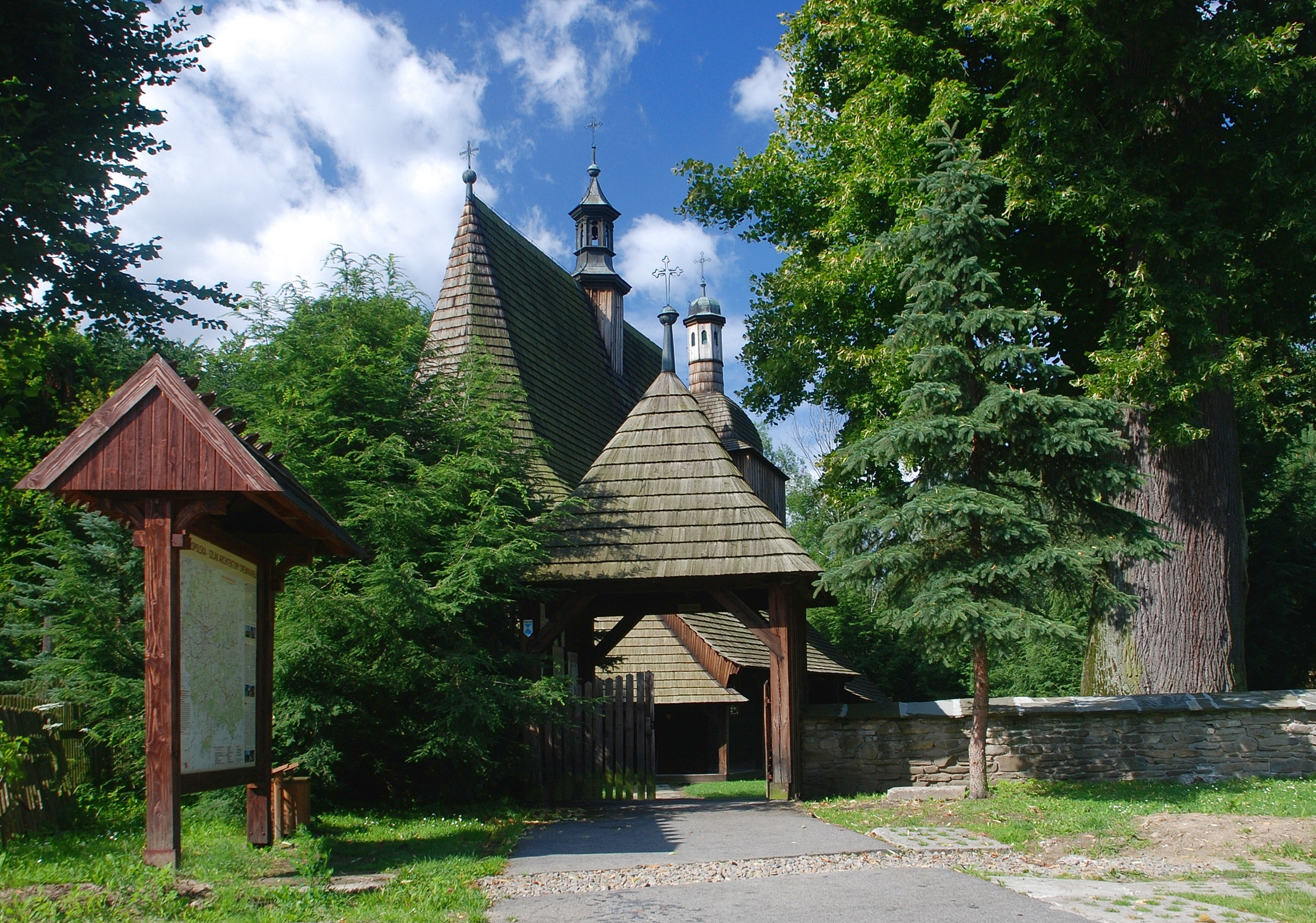
Запис
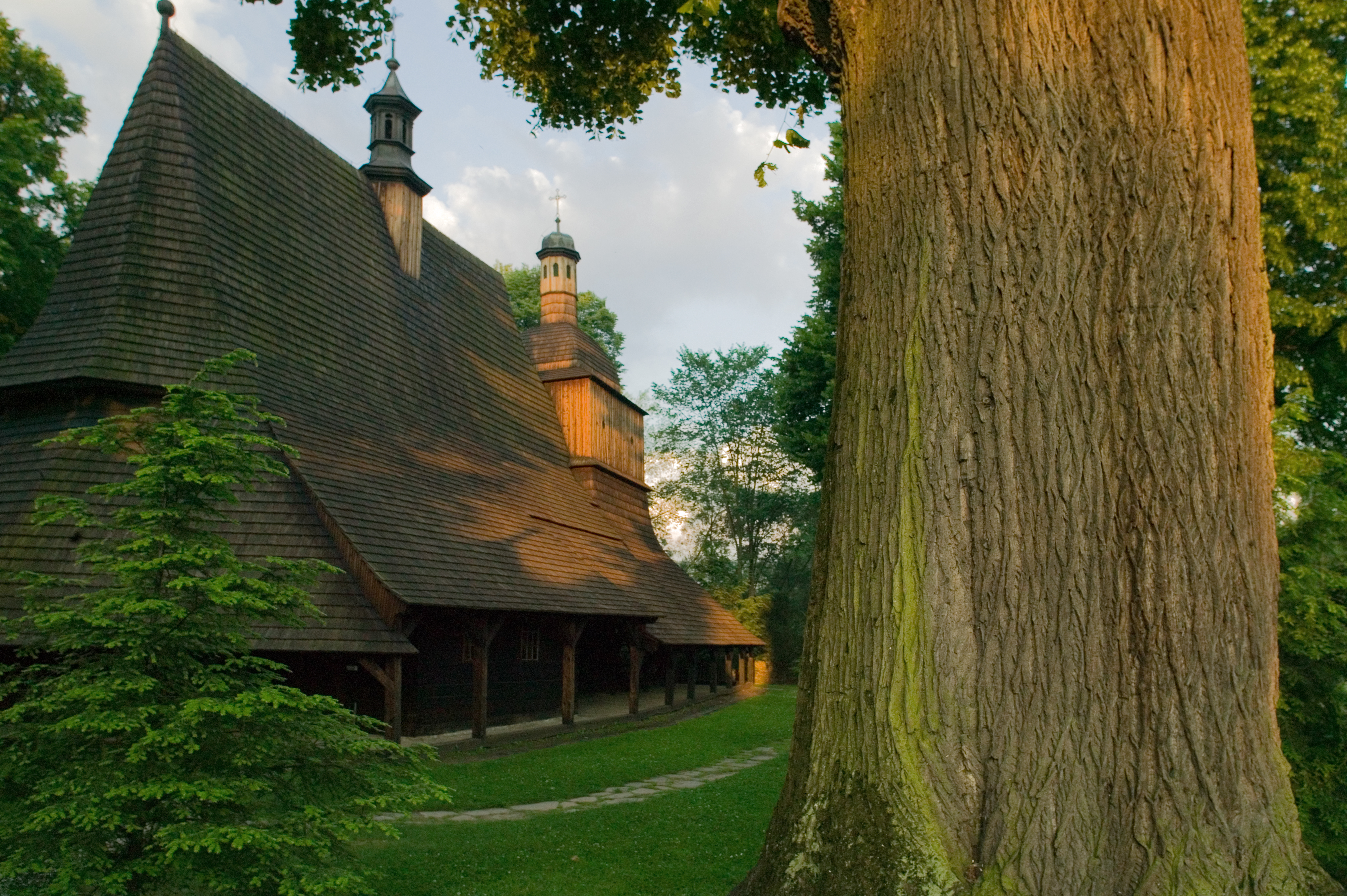
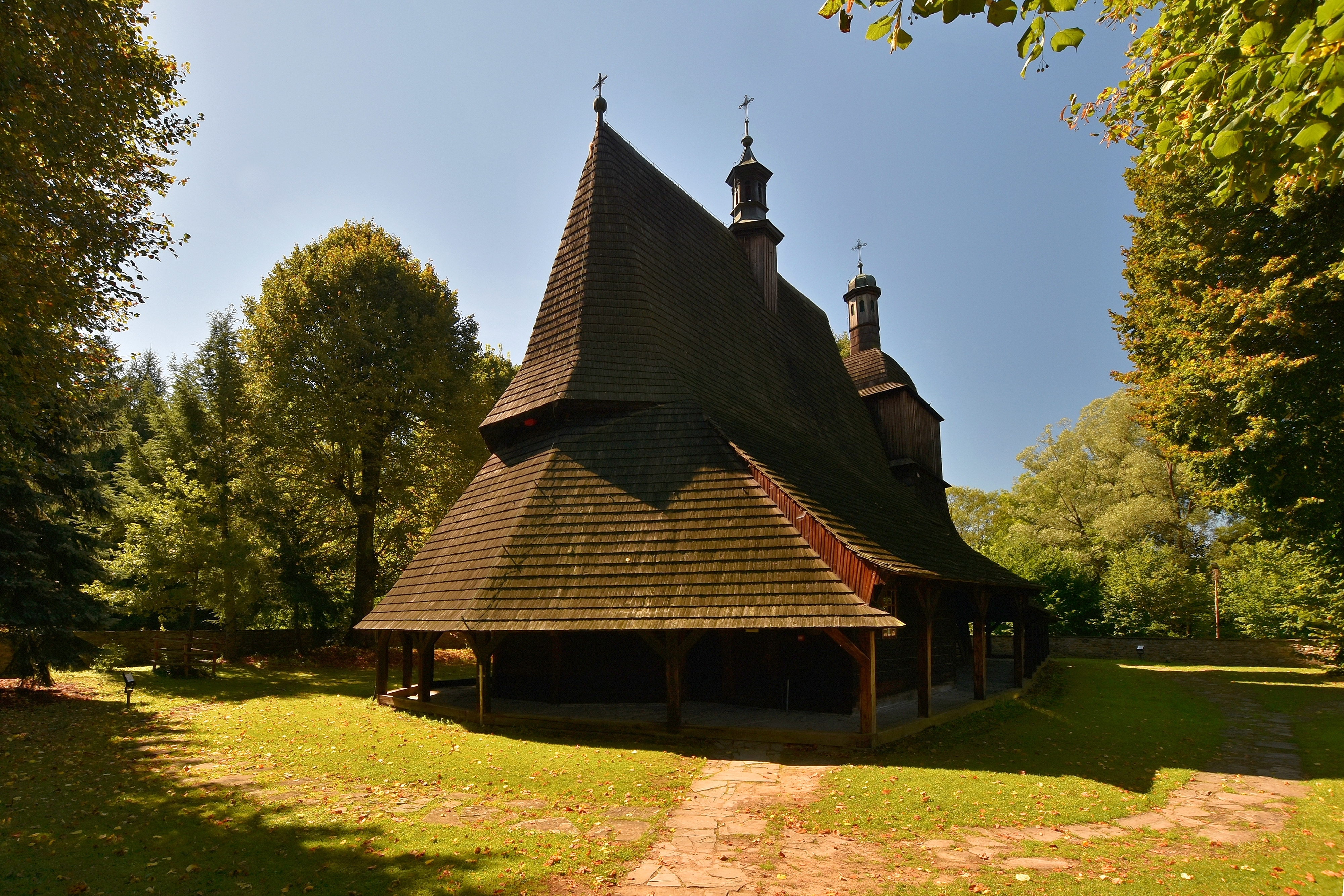
Східний фасад

Внутрішнє оздоблення досить бідне, оскільки костел зазнав серйозних руйнувань під час війни на межі 1914—1915 рр., під час запеклих боїв Горлицької битви (дерев'яний матеріал використовувався для будівництва окопів і дров). Після закінчення війни церква була реконструйована в 1918 році, а потім у другій половині 20 століття.
В інтер'єрі варто відзначити:
- пізнє Відродження, поліхромний головний вівтар XVII ст.
- камінну пізньоготичну купіль у формі чаші 1522 р.,
- невеликі фрагменти поліхромії ХІХ ст.,
- три пізньоготичні портали,
- фольклорно-барокові розписи Хресної дороги із 17 ст.,
- два феретрони з 18 ст.,
- бічні вівтарі за зразком ренесансних (сучасні, друга половина XX ст.)

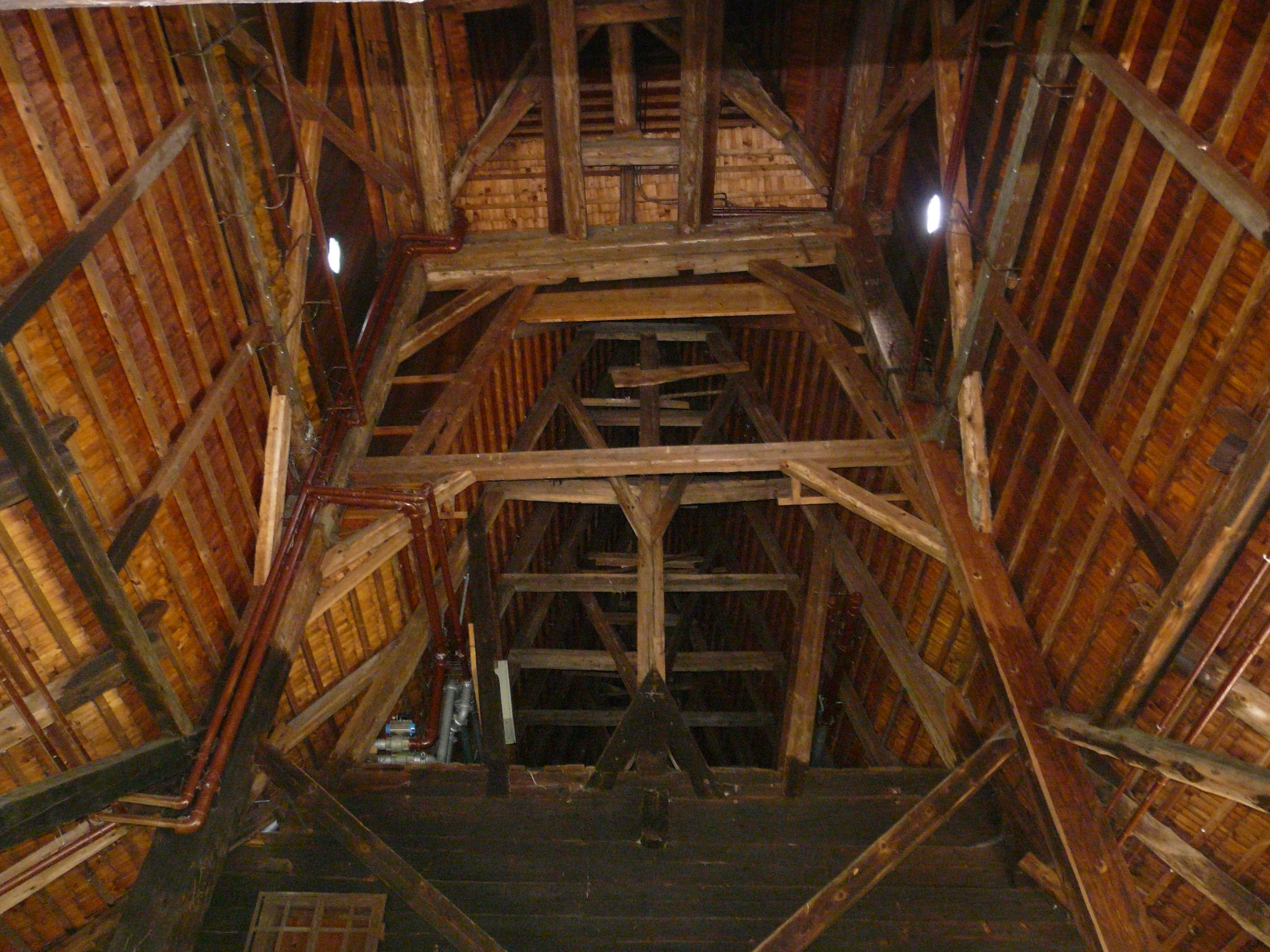
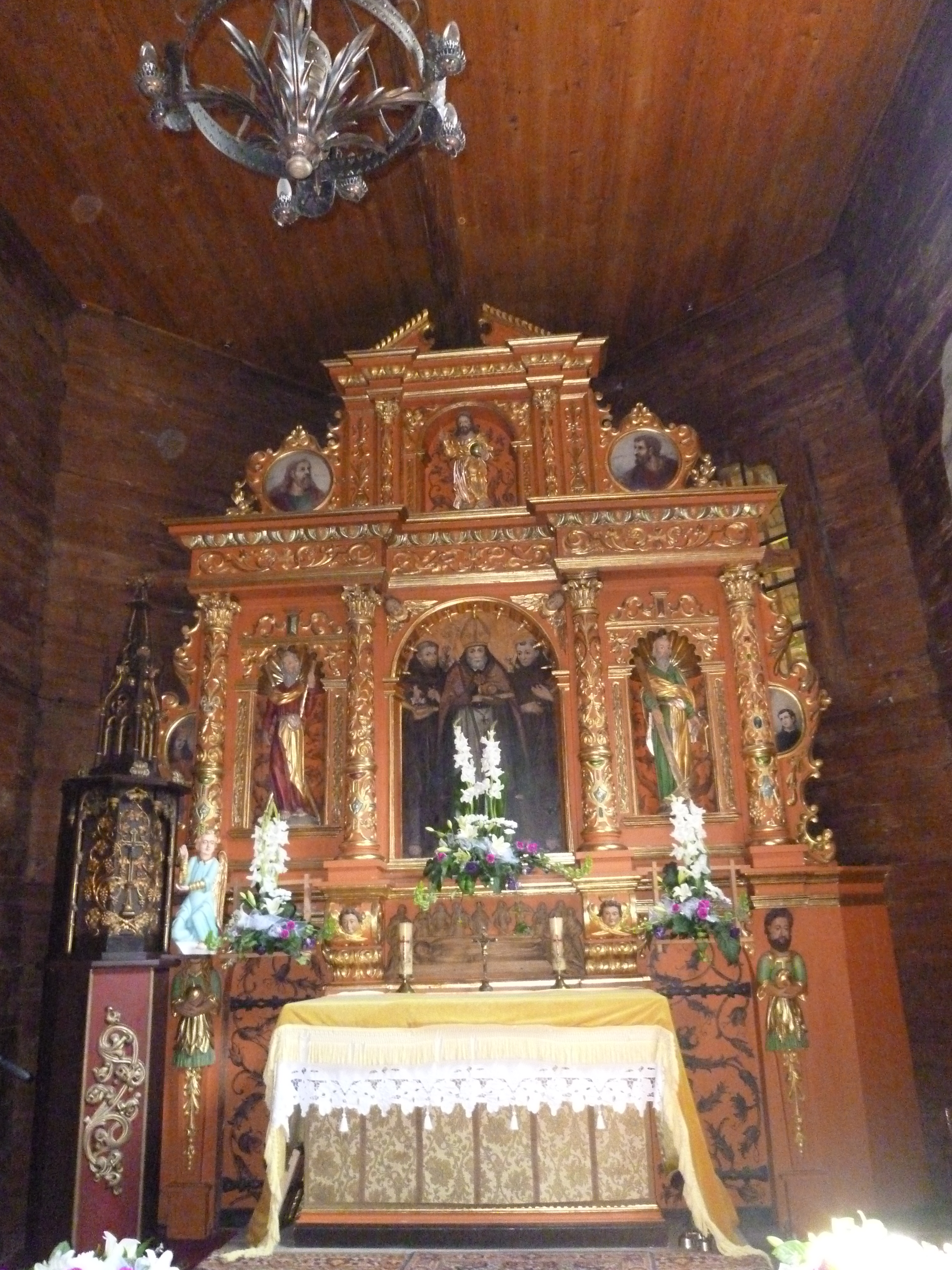
Інтер'єр
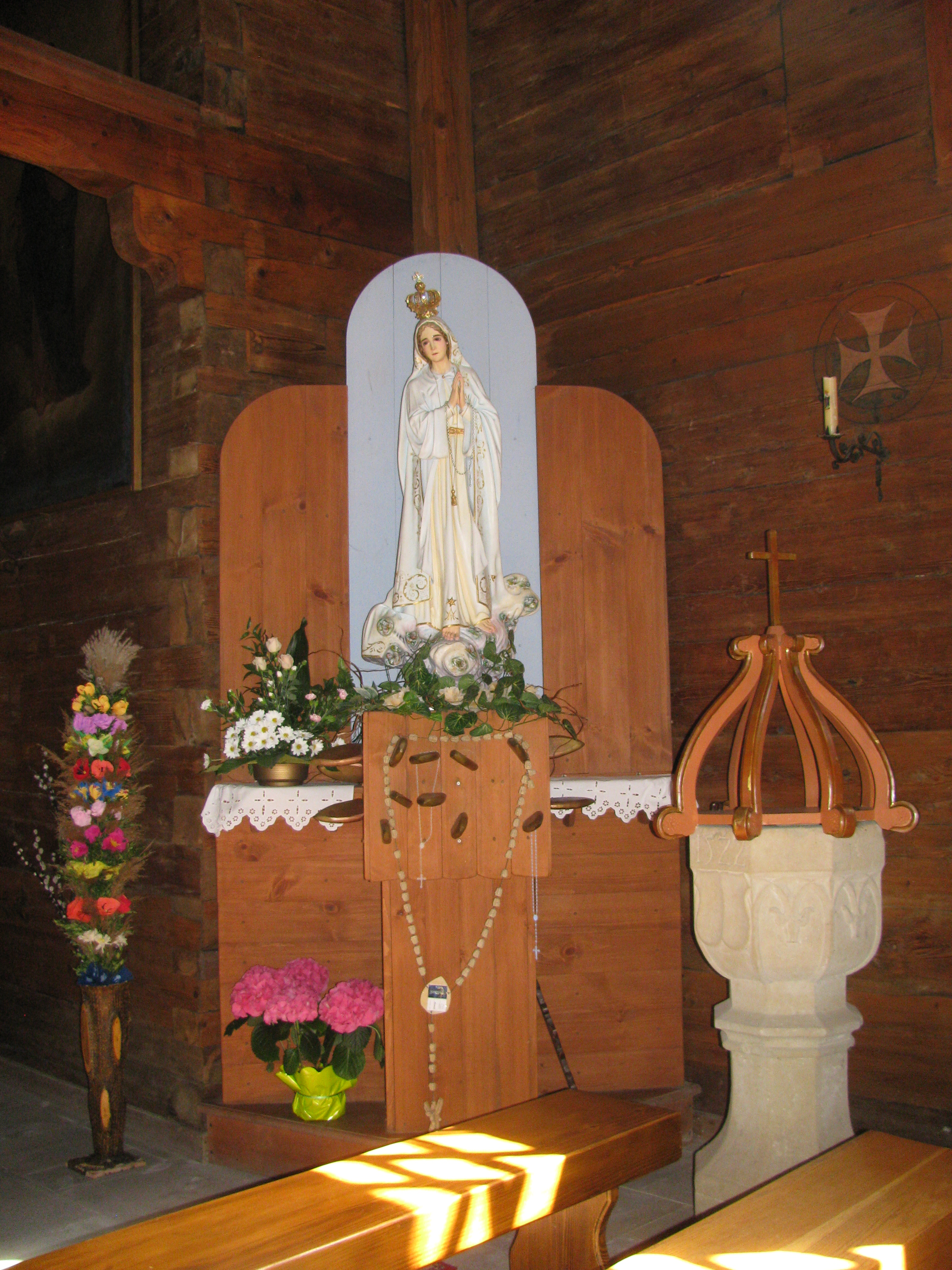
Шрифт

За зразкову охоронну роботу об'єкт у 1994 році нагороджено медаллю Europa Nostra, премією ім. Брата Альберта та відзнакою міністра культури та мистецтва ПНР. У 2003 році церква була включена до Списку світової спадщини ЮНЕСКО. Розташована на стежці дерев'яної архітектури Малопольського воєводства.
Обґрунтування внесення до Списку світової спадщини ЮНЕСКО — унікальні естетичні, архітектурні та ландшафтні цінності. Храм був надзвичайно популярним серед художників ХІХ ст. і перша половина 20 століття (багатий іконопис, написаний, зокрема, Станіславом Виспянським, Юзефом Мегоффером, Теодором Аксентовичем, Влодзімєжем Тетмаєром, Яном Сасом Зубжицьким і Казимиром Скоревичем).

## Виноски
1. ↑  Реєстр пам'яток
2. 1 2  Kościół pw. św. Filipa i św. Jakuba z modelem 3D. zabytek.pl.
3. 1 2  Sękowa Kościół pw. św. św. Apostołów Filipa i Jakuba w Sękowej. www.drewniana.malopolska.pl.
4. ↑  , Ignacy Tłoczek;, "Polskie Budownictwo Drewniane"